# Willencourt
Willencourt ist eine französische Gemeinde mit 138 Einwohnern (Stand 1. Januar 2022) im Arrondissement Arras des Départements Pas-de-Calais. Sie liegt im Kanton Auxi-le-Château und ist Mitglied des Kommunalverbandes Ternois. Dessen Einwohner werden Willencourtois genannt.
| Vitz-sur-Authie | Le Ponchel |                 |
|                 | Kompass    | Auxi-le-Château |
| Neuilly-le-Dien |            |                 |

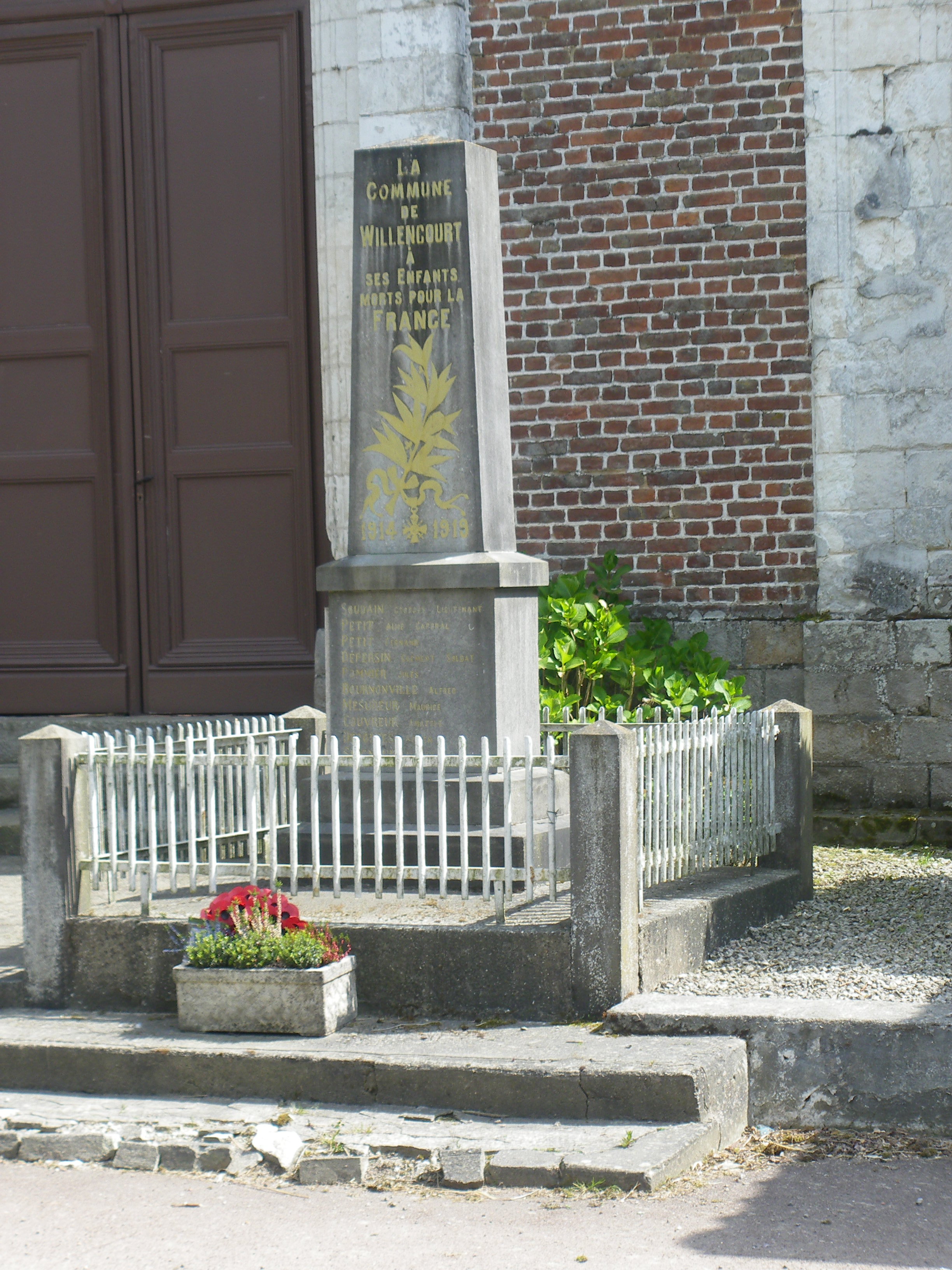
Kriegerdenkmal
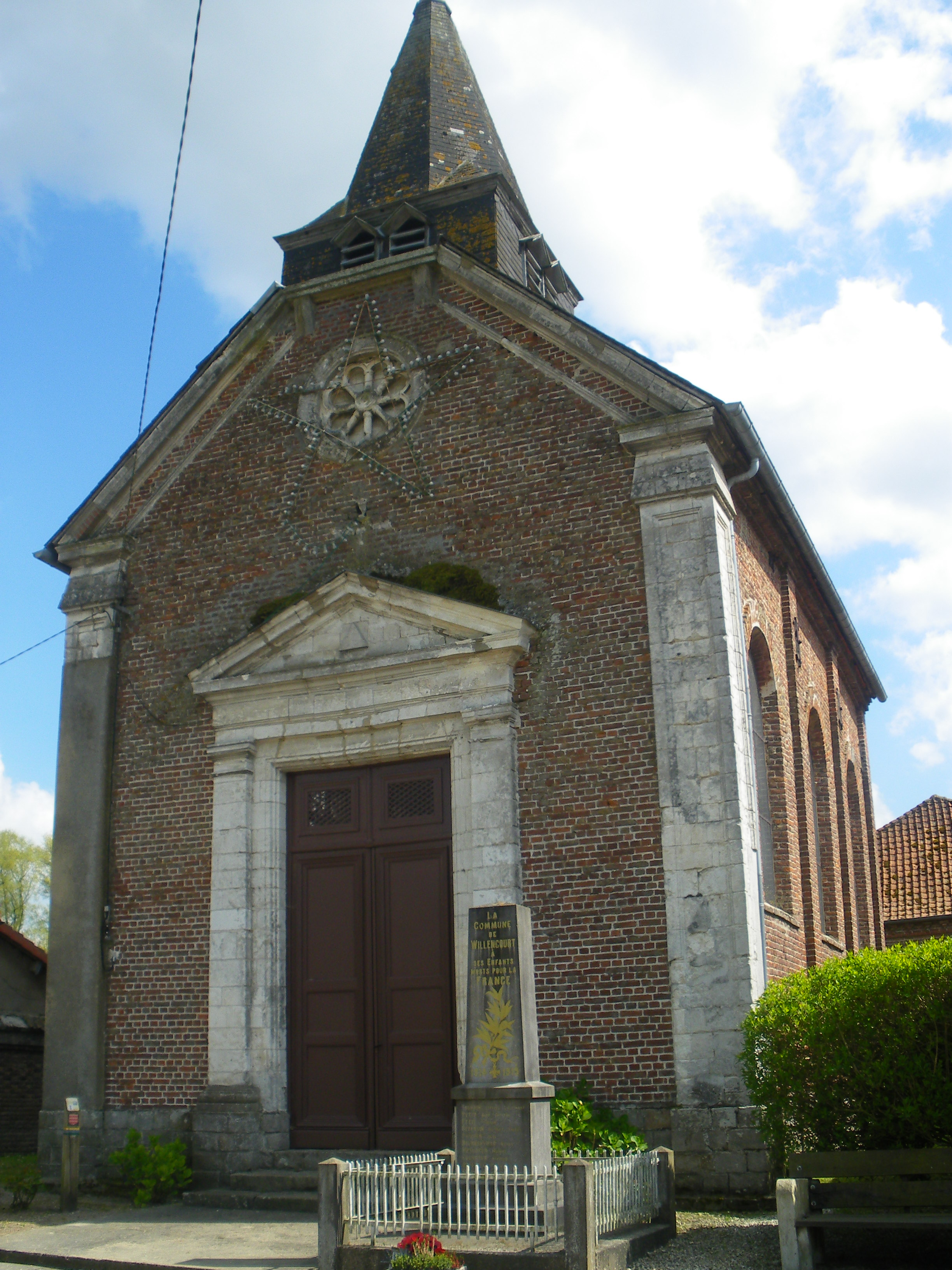
Kirche Saint-Maurice
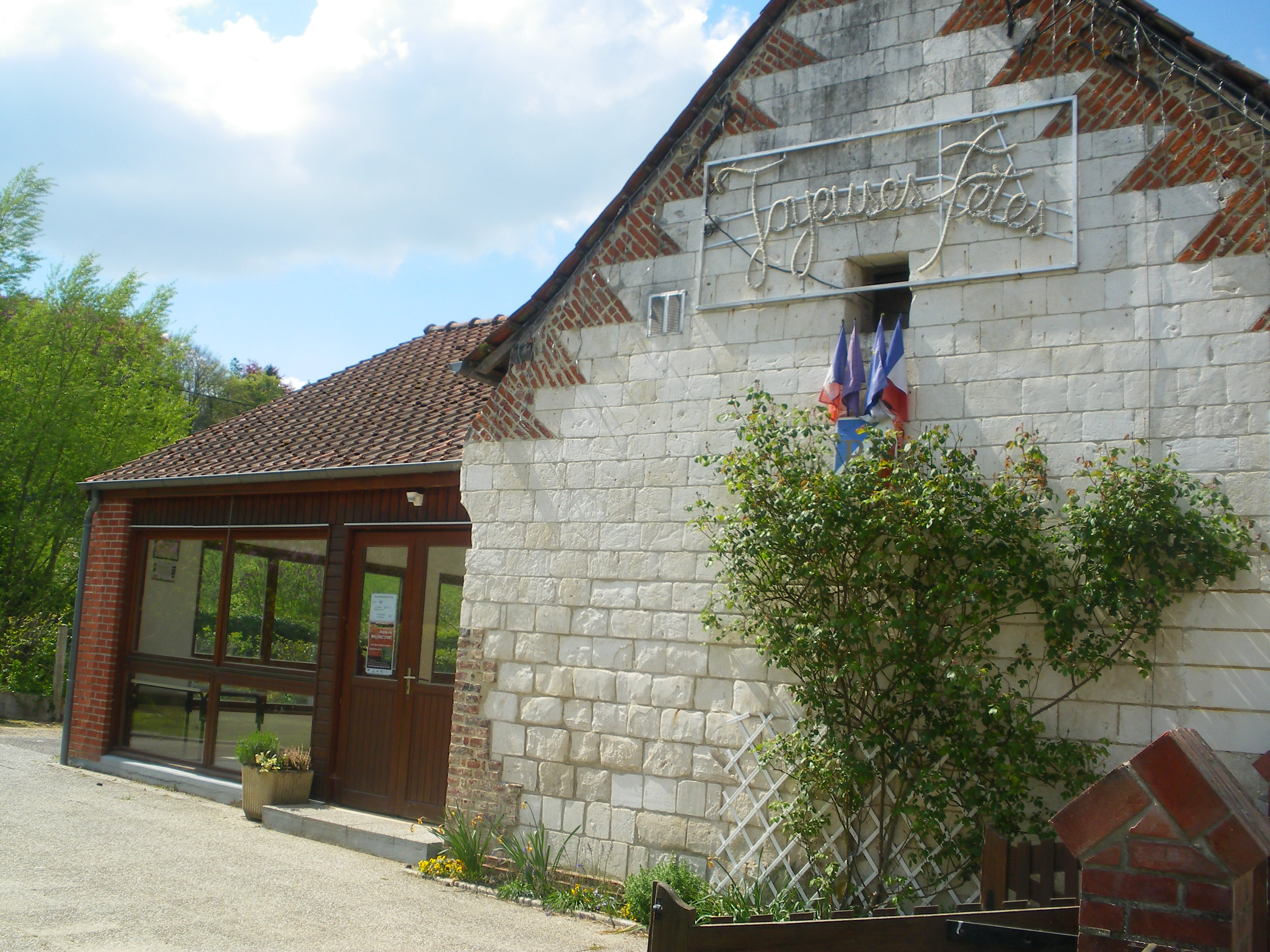
Rathaus